# 反米自主化反ファッショ民主化闘争委員会
反米自主化・反ファッショ民主化闘争委員会（はんべいじしゅか・はんファッショみんしゅかとうそういいんかい）は、1980年代後半の大韓民国の主体思想派組織である。略称自民闘。
1980年代半ば、民族統一・民主争奪・民衆解放闘争委員会（いわゆる三民闘争委員会）が結成されていたが、闘争手段や闘争目標の違いから、自民闘と反米反ファッショ・民族解放闘争委員会（民民闘）とに2分解していた。
自民闘は、主体思想を受け入れ、反米闘争に重点を置いた。一方、制度圏野党である新韓民主党と共闘して、大統領直接選挙の実現を目指した。民民闘は、これとは異なった。
当時、多くの大学の学生自治会は、自民闘が執行部を掌握していた。また、1989年7月に開催された第13回世界青年学生祭典に林秀卿を派遣するなど、直接行動が目立った。